# ابدگس دوم
آبدگس دوم پادشاهِ هندوپارتی بود که در حدود سال ۹۰ پس از میلاد سلطنت می‌کرد.
نخستین سکه طلای ابدگس دوم در سال ۱۹۹۶م و در چلاس یافت شد که این کتیبه پارتی‌ای بر خود داشت با مضمون: «ابدگس شاه شاهان». در ۱۹۹۹م دومین سکه طلا از این شاهنشاه یافت شد با مضمون پارتی: «ابدگس شاه شاهان، پسر سانابار شاه».